# Nelson Coelho
Nelson Ernesto Coelho (Monte Santo de Minas, 1928 - São Paulo, 29 de agosto de 2014) foi um romancista e contista brasileiro, tendo também trabalhado como jornalista e crítico de arte.

## Biografia
Estreou na literatura em 1952, com “Contos Menores”. O crítico Sérgio Millet, criador da Semana de Arte Moderna de 1922, com Mário de Andrade e Oswald de Andrade, escreveu sobre esse livro no jornal O Estado de S. Paulo: "Com sua técnica inédita em nossa ficção, seu surrealismo surpreendente e humor voltairiano..."
Saudado pelos críticos, na companhia de Clarice Lispector, Lygia Fagundes Telles e Dalton Trevisan, como um dos melhores contistas brasileiros, Nelson Coelho já publicou doze livros entre contos e romances.
Idealizou e organizou, em 1956, o I Congresso Brasileiro de Contistas.
Como jornalista, foi por dois anos correspondente do Jornal do Brasil em Nova Iorque, editor da Revista Senhor e colunista da Folha da Manhã.
Foi crítico de Artes Plásticas e júri de seleção e premiação da Bienal de São Paulo.
No período em que foi jornalista em Nova Iorque (1956-58) cursou Literatura Comparada na New York University. E residindo em Londres (1967-68), estudou Psicologia na London University.
Foi casado com a Condessa Aycilma de Sesti.
Em 2009, Nelson Coelho lançou seu site pessoal, no qual passou a disponibilizar, gradualmente, seus livros para download gratuito.
Seus livros figuram entre as mais profundas obras do pensamento moderno brasileiro, tendo influenciado muitos escritores, entre eles o grupo fluminense do movimento Nova Ordem e a linha editorial do jornal e blog O Curinga de Búzios onde está sendo homenageado com artigos, crônicas e entrevistas que visa dar uma contribuição a literatura brasileira registrando mais informação sobre este autor.

## Obras
- "Contos Menores"
- "Compreensão Prática do Zen"
- "O Inventor de Deus"
- "Sedução em Creta"
- "Nas Pernas do Longo Rio"
- "Charmene"
- "Casos de Vida ou Morte"
- "Depois do Nada"
- "Ilha do Sol"
- "Um Amor de Mulher"
- "Esse Irresistível Desejo Feminino"